# Choi Bo-Min
Choi Bo-Min (en coreano: 최보민; 8 de julio de 1984) es una deportista surcoreana que compitió en tiro con arco, en la modalidad de arco compuesto. Ganó dos medallas de bronce en el Campeonato Mundial de Tiro con Arco al Aire Libre, en los años 2015 y 2017.

## Palmarés internacional
| Campeonato Mundial al Aire Libre | Campeonato Mundial al Aire Libre | Campeonato Mundial al Aire Libre | Campeonato Mundial al Aire Libre |
| Año                              | Lugar                            | Medalla                          | Prueba                           |
| -------------------------------- | -------------------------------- | -------------------------------- | -------------------------------- |
| 2015                             | Copenhague (Dinamarca)           | Medalla de bronce                | Equipo                           |
| 2017                             | Ciudad de México (México)        | Medalla de bronce                | Equipo                           |